# Apataniana elongata
Apataniana elongata är en nattsländeart som först beskrevs av Mclachlan 1875.  Apataniana elongata ingår i släktet Apataniana och familjen Apataniidae. Inga underarter finns listade i Catalogue of Life.